# 南白河中継局
南白河中継局は、福島県白河市風神山にある、ミニサテライト局である。

## 概要
- 当中継局は、白河市の風神山に置かれ、ミニサテライト局として、運用されている。しかし、地上デジタル放送に移行してからは、運用されていない。

## 地上アナログ放送
- 当初全国一斉の2011年7月24日で廃止される予定だったが、東日本大震災発生の影響から、廃止が2012年3月31日まで延期された。